# Didymeles
Die Didymeles sind die einzige Pflanzengattung der Familie der Didymelaceae innerhalb der Ordnung der Buchsbaumartigen (Buxales). Zur Gattung und damit zur Familie gehören nur zwei Arten. 

## Verbreitung
Die Didymeles-Arten kommen nur im nördlichen und östlichen Madagaskar und auf den Komoren vor.

## Beschreibung
Didymeles-Arten sind immergrüne Bäume. Die wechselständig und spiralig angeordneten Laubblätter sind gestielt, einfach, fiedernervig und ledrig oder papierartig. Die Blattränder sind glatt. Die Blätter werden beim Trocknen gelblich-grün. Nebenblätter fehlen.
Sie sind zweihäusig getrenntgeschlechtig (diözisch). Die kleinen, eingeschlechtigen Blüten sind reduziert. In kurzen rispigen Blütenständen stehen die männlichen Blüten zusammen. Sie enthalten aus höchstens zwei Schuppen, ein bis zwei Blütenhüllblättern und nur zwei an ihrer Basis kurz verwachsene, fertile Staubblätter vorhanden, mit höchstens kurzen Staubfäden. Der Pollen ist tricolpat. In wenigblütigen, ährigen Blütenständen stehen die weiblichen Blüten zusammen. Sie enthalten höchstens vier Schuppen, die als Hochblätter oder Blütenhüllblätter interpretiert werden und nur ein oberständiges Fruchtblatt; es enthält nur eine Samenanlage. Die lange Narbe ist zweilappig und schräg.
Es werden große, fleischige Steinfrüchte gebildet.

## Systematik
In der Familie gibt es nur eine Gattung mit nur zwei Arten:
- Didymeles Thouars: 
  - Didymeles integrifolia J. St.-Hil.
  - Didymeles perrieri Leandri